# RhB řada Ge 6/6 II
Lokomotivy řady Ge 6/6II jsou šestinápravové elektrické lokomotivy, vyrobené ve spolupráci firem SLM (Schweizerische Lokomotiv- und Maschinenfabrik), BBC (Brown, Boveri & Cie.) a MFO (Maschinenfabrik Oerlikon) ve dvou sériích v letech 1958 a 1965 pro společnost Rhétské dráhy (RhB) v kantonu Graubünden ve východní části Švýcarska. Celkem bylo vyrobeno 7 kusů, které jsou v provozu označeny čísly 701–707. Lokomotivy byly koncipovány zejména pro těžkou nákladní dopravu, ale objevovaly se i v čele osobních vlaků.

## Vznik
V polovině 50. let, i přes dodávky druhé série řady Ge 4/4I, stále nebyl vzhledem k rostoucímu provozu počet nových lokomotiv na Rhétské dráze dostatečný. Situaci ještě umocnila stavba vodní nádrže Albignasee, která vyžadovala z cementárny v Untervaz (nedaleko Churu) navézt na staveniště v údolí Engadin až 1 000 tun cementu denně. Pro tyto potřeby RhB objednala u osvědčeného konsorcia firem SLM / BBC / MFO dvě výkonné šestinápravové elektrické lokomotivy, konstrukčně do značné míry vycházející z předchozího typu Ge 4/4I. Zadání znělo, aby lokomotiva byla schopna na rampách o sklonu až 35 ‰ na trati Albula uvézt vlak o hmotnosti 250 tun. 

## Dodávky a počátky provozu
Objednávka byla vyřízena velmi rychle a dvě nové lokomotivy byly pod inventárními čísly 701 a 702 dodány Rhétské dráze na jaře roku 1958. V souladu s novou zvyklostí provozovatele obdržely jména, a to „Raetia“ a „Curia“. Od dodání byly lokomotivy primárně nasazeny v nákladní dopravě na sklonově náročné Albulské trati mezi Churem a Svatým Mořicem. RhB byla s jejich výkony spokojena, proto na počátku 60. let objednala dalších 5 kusů, jenž byly dodány v roce 1965 a návazně označeny 703–707. I ty byly určeny především pro dopravu nákladní, nezřídka ale vozily i osobní vlaky, zejména na albulské trati. Doplňkově se objevovaly také na dalších tratích Rhétské dráhy, například na trati Chur–Disentis.

## Technický popis

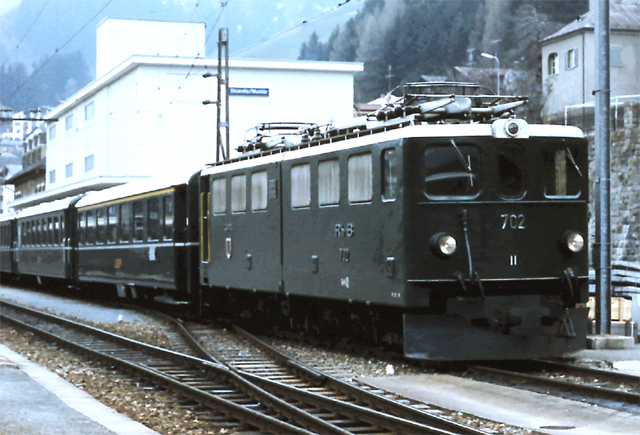
Lokomotiva 702 v původním provedení i nátěru ve stanici Disentis

Lokomotiva je skříňového uspořádání, se dvěma stanovišti strojvedoucího na obou koncích rámu. Pojezd je netypicky členěn do tří dvou dvounápravových podvozků (s rozvorem 2 500 mm, uspořádání Bo´ Bo´ Bo´), umožňujících hladký průjezd ostrými oblouky. Mechanická část je dílem strojíren SLM ve Winterthuru a MFO v Curychu-Oerlikonu. Celkem šest trakčních elektromotorů (pro každé dvojkolí jeden, označení 8 SW 570) vyrobila firma BBC, která je i výrobcem celé elektrické části lokomotivy. Pro zjednodušení konstrukčních prací i vzájemnou unifikaci lokomotivy v maximální možné míře vychází z typu Ge 4/4I; trakční motory i vnější podvozky jsou vzájemně zaměnitelné mezi oběma typy, stejně jako některé součásti lokomotivní skříně. Lokomotivy z novější pětikusové série již měly mírně upravenou skříň (pouze se dvěma čelními okny namísto tří), dva starší stroje byly na toto provedení později také sjednoceny.
Odběr proudu z trakčního vedení zajišťují dva pantografy, umístěné na střeše lokomotivní skříně. Původně byly klasického uspořádání, po rekonstrukci v roce 1998 byly nahrazeny modernějšími polopantografy. Jako jedny z mála lokomotiv RhB tyto lokomotivy neumožňují provoz ve dvojčlenném řízení, ani s řídicími vozy. První dvě lokomotivy byly z výroby ještě opatřeny přechodovými dveřmi na obou čelech; tyto dveře byly později zaslepeny a při generální rekonstrukci v 80. letech zcela odstraněny. Po roce 2000 došlo také k úpravám světel – v rámci periodických oprav byla na strojích lichých čísel (701, 703, 705 a 707) původní kulatá návěstní světla zaměněna za modernější obdélníková (podobně jako u řady Ge 4/4II). Lokomotivám čísel 702, 704 a 706 zůstaly kulaté světlomety z výroby.
Z výroby byly všechny lokomotivy opatřeny tmavě zeleným nátěrem. Od druhé poloviny 80. let docházelo k jejich postupnému přetírání do nového korporátního schématu RhB s dominantní červenou barvou na lokomotivní skříni, tmavě šedým rámem a světle šedou střechou. V tomto barevném provedení jezdí lokomotivy do současnosti.

## Provoz

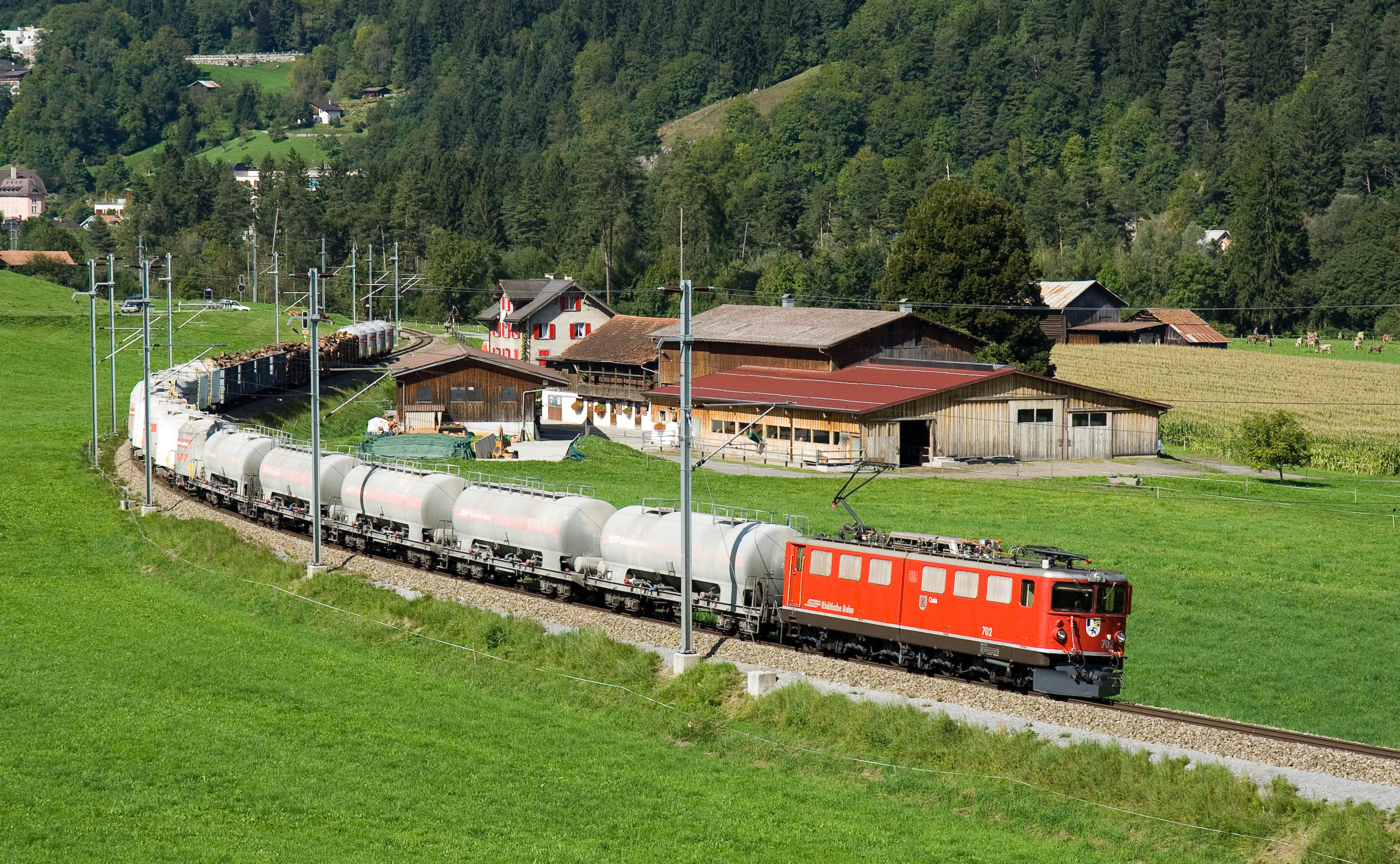
Lokomotiva řady Ge 6/6^{II} s těžkým nákladním vlakem nedaleko Ilanz

Stroje řady Ge 6/6II se staly jedním z nejdůležitějších typů v lokomotivním parku Rhétské dráhy. Jejich vysoký výkon a tažná síla byly využívány zejména na trati přes sedlo Albula, avšak v průběhu let sloužily na všech tratích RhB, elektrifikovaných střídavou trakční soustavou. Po dodávkách novějších řad Ge 4/4II a Ge 4/4III od 70. let dále byly soustředěny spíše do nákladní dopravy, a osobní dopravu převzaly méně výkonné čtyřnápravové stroje. Útlum nasazení přišel po roce 2010, v souvislosti s dodávkami nových elektrických jednotek Allegra (řada ABe 8/12). Ty byly nasazeny do osobní dopravy, což uvolnilo novější řady Ge 4/4II a Ge 4/4III pro nákladní dopravu. Řada Ge 6/6II si však své postavení v těžké nákladní dopravě udržela, byť převážně už jen na albulské trati. 
V létě roku 2020 byla z provozu odstavena nejstarší lokomotiva 701 a na počátku roku 2021 sešrotována. Od jara 2021 byl pro poruchu odstaven také stroj 706, který již vzhledem k nepotřebnosti nebyl opraven. Až do podzimu téhož roku však zbývající lokomotivy sloužily v nákladní dopravě na Rhétské dráze, v letní sezoně také vozily výletní vlaky Rýnskou soutěskou mezi Churem a Ilanzem. Definitivní konec provozu nastal k 31. říjnu 2021, kdy bylo ukončeno pravidelné nasazování této řady. V provozním stavu zůstaly do konce provozu čtyři lokomotivy čísel 702, 703, 705 a 707. Lokomotivy čísel 702 a 705 zůstaly trvale odstaveny v depu Landquart, stroj 707 byl odvezen do Samedanu do péče muzejního spolku, stroj číslo 703 posloužil jako dárce stanoviště pro lokomotivní simulátor. Se strojem číslo 704 je počítáno jako s budoucím historickým vozidlem.

## Přehled lokomotiv řady Ge 6/6II
| Inventární číslo | Jméno                    | Erb | Datum převzetí | Stav                                                   |
| ---------------- | ------------------------ | --- | -------------- | ------------------------------------------------------ |
| 701              | Raetia                   |     | 9. 5. 1958     | sešrotována 10. 2. 2021                                |
| 702              | Curia                    |     | 19. 6. 1958    | odstavena                                              |
| 703              | St. Moritz               |     | 5. 4. 1965     | odstavena, použita pro výrobu lokomotivního simulátoru |
| 704              | Davos                    |     | 3. 2. 1965     | odstavena, určena pro muzejní zachování                |
| 705              | Pontresina/Puntraschigna |     | 5. 5. 1965     | odstavena                                              |
| 706              | Disentis/Mustér          |     | 9. 6. 1965     | odstavena, čeká na zrušení                             |
| 707              | Scuol                    |     | 5. 7. 1965     | do roku 1971 pod jménem Schuls/Scuol, odstavena        |